# Enumeración (retórica)
En retórica la enumeración es una de las figuras de acumulación. Consiste en sumar o acumular elementos lingüísticos a través de la coordinación, de conjunciones, o bien, por yuxtaposición. A diferencia de la interpretatio, los miembros coordinados designan realidades diferentes. Normalmente, se acompaña del uso de la anáfora o del paralelismo.
Ejemplos:
De Lope de Vega (en castellano, de "Desmayarse")
Desmayarse, atreverse, estar furioso,
áspero, tierno, liberal, esquivo,
alentado, mortal, difunto, vivo[...]
De Vicente Aleixandre (en castellano, de "Se querían")
[...]Día, noche, ponientes, madrugadas, espacios,
ondas nuevas, antiguas, fugitivas, perpetuas,
mar o tierra, navío, lecho, pluma, cristal,
metal, música, labio, silencio, vegetal,
mundo, quietud, su forma. Se querían, sabedlo.
De Rosalía de Castro (en gallego, de "Quíxente tanto meniña")
[...]para min eras
branca aurora e craro sol
auga limpa en fresca fonte
rosa do xardín de Dios
alentiño do meu peito
vida do meu corazón